# Eric Asamoah-Frimpong
Pour les articles homonymes, voir Asamoah et Frimpong.
Eric Asamoah-Frimpong, né le 14 février 1990 à Mampong, est un footballeur ghanéen. Il mesure 1,81 m pour 75 kg.
Il jouait au poste de milieu offensif avec le Enyimba International Football Club, mais est reconverti en milieu droit au sein de son nouveau club l'Étoile sportive du Sahel (ESS).
Lors de la saison 2010-2011, il évolue au Club sportif de Hammam Lif sous forme de prêt.

## Palmarès
- Coupe du Nigeria de football : 2009